# Aradus orbiculus
Aradus orbiculus är en insektsart som beskrevs av Van Duzee 1920. Aradus orbiculus ingår i släktet Aradus och familjen barkskinnbaggar. Inga underarter finns listade i Catalogue of Life.